# Chevrolet Series AC
Chevrolet Series AC – samochód osobowy wyprodukowany pod amerykańską marką Chevrolet w 1929 roku.

## Galeria

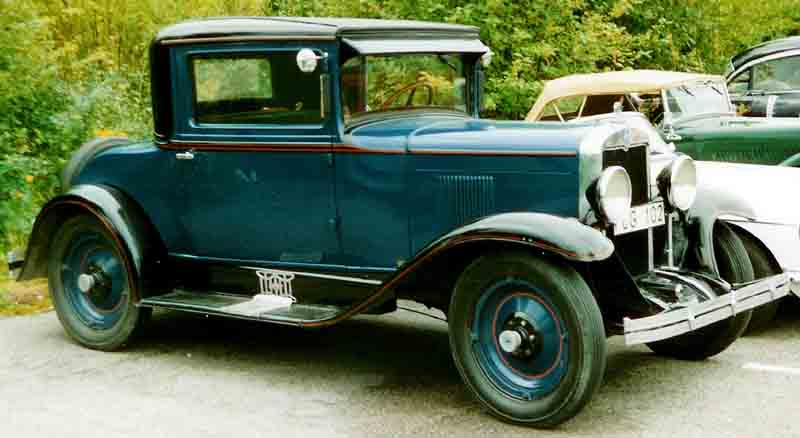
Chevrolet Series AC Coupe
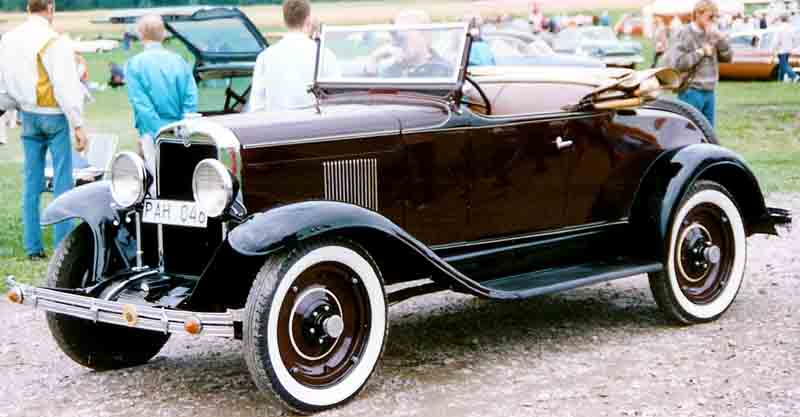
Chevrolet Series AC Cabriolet